# Xyris fusca
Xyris fusca är en gräsväxtart som beskrevs av L.A.Nilsson. Xyris fusca ingår i släktet Xyris och familjen Xyridaceae. Inga underarter finns listade i Catalogue of Life.